# Saint-Clément-de-Rivière
Saint-Clément-de-Rivière é uma comuna francesa na região administrativa de Occitânia, no departamento de Hérault. Estende-se por uma área de 12,73 km². Em 2010 a comuna tinha 5 165 habitantes (densidade: 405,7 hab./km²).